# Vitaly Janelt
Vitaly Janelt est un footballeur allemand, né le 10 mai 1998 à Hambourg (Allemagne), évoluant au poste de milieu de terrain au Brentford FC.

## Biographie

### En club
Le 3 octobre 2020, il rejoint Brentford.

### En équipe nationale
Avec les moins de 17 ans, il participe au championnat d'Europe des moins de 17 ans en 2015. Lors de cette compétition, il joue quatre matchs. L'Allemagne s'incline en finale face à l'équipe de France. Il dispute ensuite quelques mois plus tard la Coupe du monde des moins de 17 ans organisée au Chili. Lors du mondial junior, il joue trois matchs. Il inscrit deux buts, le premier contre l'Australie, et le second face à l'Argentine. Il délivre également une passe décisive face aux Argentins. L'Allemagne s'incline en huitièmes face à la Croatie.

## Statistiques
| Saison                | Club                  | Championnat           | Championnat | Championnat | Coupe nationale | Coupe nationale | Coupe de la Ligue | Coupe de la Ligue | Compétition(s) continentale(s) | Compétition(s) continentale(s) | Compétition(s) continentale(s) | Play-offs | Play-offs | Total | Total |
| Saison                | Club                  | Division              | M.          | B.          | M.              | B.              | M.                | B.                | Comp.                          | M.                             | B.                             | M.        | B.        | M.    | B.    |
| 2016-2017             | VfL Bochum            | 2.Bundesliga          | 7           | 0           | -               | -               | -                 | -                 | -                              | -                              | -                              | -         | -         | 7     | 0     |
| 2017-2018             | VfL Bochum            | 2.Bundesliga          | 13          | 0           | -               | -               | -                 | -                 | -                              | -                              | -                              | -         | -         | 13    | 0     |
| 2018-2019             | VfL Bochum            | 2.Bundesliga          | 9           | 1           | 1               | 0               | -                 | -                 | -                              | -                              | -                              | -         | -         | 10    | 1     |
| 2019-2020             | VfL Bochum            | 2.Bundesliga          | 23          | 1           | -               | -               | -                 | -                 | -                              | -                              | -                              | -         | -         | 23    | 1     |
| Sous-total            | Sous-total            | Sous-total            | 52          | 2           | 1               | 0               | 0                 | 0                 | -                              | 0                              | 0                              | 3         | 1         | 56    | 3     |
| 2020-2021             | Brentford FC          | Championship          | 41          | 3           | 1               | 0               | 2                 | 0                 | -                              | -                              | -                              | -         | -         | 44    | 3     |
| 2021-2022             | Brentford FC          | Premier League        | 32          | 4           | -               | -               | 2                 | 0                 | -                              | -                              | -                              | -         | -         | 34    | 4     |
| 2022-2023             | Brentford FC          | Premier League        | 35          | 3           | 1               | 0               | 1                 | 0                 | -                              | -                              | -                              | -         | -         | 37    | 3     |
| 2023-2024             | Brentford FC          | Premier League        | 24          | 0           | 2               | 0               | 2                 | 0                 | -                              | -                              | -                              | -         | -         | 28    | 0     |
| Sous-total            | Sous-total            | Sous-total            | 132         | 10          | 4               | 0               | 7                 | 0                 | -                              | 0                              | 0                              | 3         | 1         | 146   | 11    |
| Total sur la carrière | Total sur la carrière | Total sur la carrière | 184         | 12          | 5               | 0               | 7                 | 0                 | -                              | 0                              | 0                              | 3         | 1         | 199   | 13    |

## Palmarès

### En sélection
- Finaliste du Championnat d'Europe des moins de 17 ans en 2015 avec l'équipe d'Allemagne des moins de 17 ans

 Allemagne espoirs
- Vainqueur du championnat d'Europe espoirs en 2021

## Incidents
Lors d'un match de qualification pour l'Euro des moins de 19 ans, il se fait exclure de la sélection ainsi que son coéquipier en club et en sélection Idrissa Touré (en) pour avoir incendié leur chambre après une session de chicha. Ils sont également sanctionnés par le RB Leipzig et écartés du groupe des moins de 19 ans en club.